# Sussan Tahmasebi
Sussan Tahmasebi és una activista iraniana defensora dels drets de les dones i premiada per Human Rights Watch per aquesta tasca. Dirigeix FEMENA, una organització que promou els drets i la pau.

## Trajectòria
Tahmasebi va ser condemnada a dos anys de presó per difondre propaganda contra el govern després d'unes protestes que van tenir lloc el juny de 2006. Tahmasebi va apel·lar el judici i va ser posada en llibertat sota fiança. Ha estat arrestada en diferents ocasions juntament amb altres defensores dels drets de les dones. Va ser titllada d'amenaça contra la seguretat nacional, conspiració i desobediència. Se li va impedir viatjar entre els anys 2006 i 2009.
És co-fundadora de la Campanya Un Milió de Signatures de l'Iran que exigia un canvi de la llei per ser discriminatòria amb les dones. També és co-fundadora de la International Civil Society Action Network (ICAN).
El 2010 i 2011, Human Rights Watch va atorgar a Tahmasebi el Premi Extraordinari d'Activisme Alison Des Forges per la seva tasca de defensa dels drets de les dones.